# Maćkowice (gromada)
Maćkowice – dawna gromada, czyli najmniejsza jednostka podziału terytorialnego Polskiej Rzeczypospolitej Ludowej w latach 1954–1972.
Gromady, z gromadzkimi radami narodowymi (GRN) jako organami władzy najniższego stopnia na wsi, funkcjonowały od reformy reorganizującej administrację wiejską przeprowadzonej jesienią 1954 do momentu ich zniesienia z dniem 1 stycznia 1973, tym samym wypierając organizację gminną w latach 1954–1972.
Gromadę Maćkowice z siedzibą GRN w Maćkowicach utworzono – jako jedną z 8759 gromad na obszarze Polski – w powiecie przemyskim w woj. rzeszowskim na mocy uchwały nr 30/54 WRN w Rzeszowie z dnia 5 października 1954. W skład jednostki weszły obszary dotychczasowych gromad Maćkowice, Kosienice i Ujkowice (bez przysiółka Lipowica) ze zniesionej gminy Orzechowce w tymże powiecie. Dla gromady ustalono 24 członków gromadzkiej rady narodowej.
31 grudnia 1961 z gromady Maćkowice wyłączono część obszaru wsi Ujkowice, włączając ją do miasta na prawach powiatu Przemyśla w tymże województwie.
1 stycznia 1969 do gromady Maćkowice włączono obszar zniesionej gromady Orzechowce (bez wsi Duńkowiczki) w tymże powiecie.
W 1971 roku gromada Maćkowice liczyła 4029 mieszkańców, zamieszkujących miejscowości: Batycze (312), Kosienice (949), Maćkowice (879), Orzechowce (901) i Ujkowice (988).
Gromada przetrwała do końca 1972 roku, czyli do kolejnej reformy gminnej.